# 유고슬라비아의 왕위 계승 순위
유고슬라비아 왕국은 제2차 세계 대전 중 이탈리아 왕국, 나치 독일, 헝가리 왕국 삼국에 의해 국토가 완전히 분할되면서 유고슬라비아의 국왕 페타르 2세는 강제 폐위되면서 군주제가 몰락한다. 현재 유고슬라비아의 왕위 요구자는 유고슬라비아 왕세자 알렉산다르이다.

## 왕위 계승 순위
1. 유고슬라비아 세습 왕자 필리프 (1982년), 유고슬라비아 왕세자 알렉산다르의 아들.
2. 유고슬라비아 왕자 스테판 (2018년), 유고슬라비아 세습 왕자 필리프의 아들.
3. 유고슬라비아 왕자 알렉산다르 (1982년), 유고슬라비아 왕세자 알렉산다르의 아들.
4. 유고슬라비아 왕자 니콜라이 (1958년), 유고슬라비아 왕자 토미슬라브의 아들.
5. 유고슬라비아 왕자 조르제 (1984년), 유고슬라비아 왕자 토미슬라브의 아들.
6. 유고슬라비아 왕자 미카엘 (1985년), 유고슬라비아 왕자 토미슬라브의 아들.
7. 유고슬라비아 왕자 블라디미르 (1964년).
8. 유고슬라비아 왕자 드미트리 (1965년).